# Rezerwat przyrody Biała Góra (województwo pomorskie)
rezerwat przyrody Biała Góra – rezerwat florystyczny położony w województwie pomorskim, w powiecie sztumskim, w gminie Sztum (o powierzchni 3,47 ha, ustanowiony w roku 1968). Obejmuje wyróżniające się krajobrazowo, w części bezleśne zbocze o wysokości względnej 50–55 m i nachyleniu 20–30°. Ochronie rezerwatu podlegają stanowiska roślin ciepłolubnych (wężymord stepowy, lepnica wąskopłatkowa, lepnica zielonawa, ciemiężyk białokwiatowy, bodziszek czerwony, strzęplica sina, pięciornik piaskowy, smagliczka górska, jastrzębiec żmijowcowaty, pajęcznica gałęzista, traganek piaskowy, wisienka stepowa i driakiew żółta). Wśród traw dominują  kostrzewa, tymotka, beomera, trzcinnik, nadające latem zboczu jasnożółty kolor, od czego prawdopodobnie wzięła się nazwa miejscowości.
Najbliższe miejscowości to Benowo i Biała Góra.